# Pseudolaophonte spinosa
Pseudolaophonte spinosa is een eenoogkreeftjessoort uit de familie van de Laophontidae. De wetenschappelijke naam van de soort is voor het eerst geldig gepubliceerd in 1893 door Thompson I.C..